# Tentzoncuahuigtic
Tentzoncuahuigtic är en ort i Mexiko.   Den ligger i kommunen Ixtacamaxtitlán och delstaten Puebla, i den sydöstra delen av landet, 140 km öster om huvudstaden Mexico City. Tentzoncuahuigtic ligger 2 762 meter över havet och antalet invånare är 503.
Terrängen runt Tentzoncuahuigtic är huvudsakligen lite bergig. Tentzoncuahuigtic ligger uppe på en höjd. Runt Tentzoncuahuigtic är det ganska tätbefolkat, med 65 invånare per kvadratkilometer. Närmaste större samhälle är Tetela de Ocampo, 14,8 km norr om Tentzoncuahuigtic. I omgivningarna runt Tentzoncuahuigtic växer huvudsakligen savannskog.